# Saturn AL-55
AL-55 là loại động cơ máy bay tuốc bin trục công suất cao được thiết kế để gắn trên các máy bay phản lực huấn luyện quân sự cũng như máy bay phản lực chiến đấu hạng nhẹ. Loại động cơ này được phát triển dựa trên động cơ AL-31F. Việc sản xuất thí điểm được thực hiện bởi NPO Saturn. AL-55 được trang bị trên MiG-AT và sẽ trang bị trên phiên bản Yak-130 mới nếu có yêu cầu. Phiên bản AL-55I đang được phát triển để trang bị cho các máy bay tại Ấn Độ và việc phát triển đã hoàn tất vào tháng 8 năm 2010. Ấn Độ đã tiến hành mua bản quyền chế tạo động cơ AL-55I từ NPO Saturn trước khi chế tạo các máy bay huấn luyện HJT-36.